# Église Saint-Martin de Cadillac (Lot-et-Garonne)
Pour les articles homonymes, voir Église Saint-Martin.
L'église Saint-Martin de Cadillac est une église catholique située à Roumagne, en France.

## Localisation
L'église Saint-Martin est située au hameau de Cadillac, sur le territoire de la commune de Roumagne, dans le département français de Lot-et-Garonne.

## Historique
C'est une petite église romane du XIIe siècle qui a subi peu de modifications.
La cure a été rattachée à l'archiprêtré de Lauzun au XVIIIe siècle. Plusieurs fenêtres sont alors agrandies. La sacristie est construite sur le côté nord du chœur.
L'édifice est inscrit au titre des monuments historiques le 24 janvier 2011.

## Description du portail

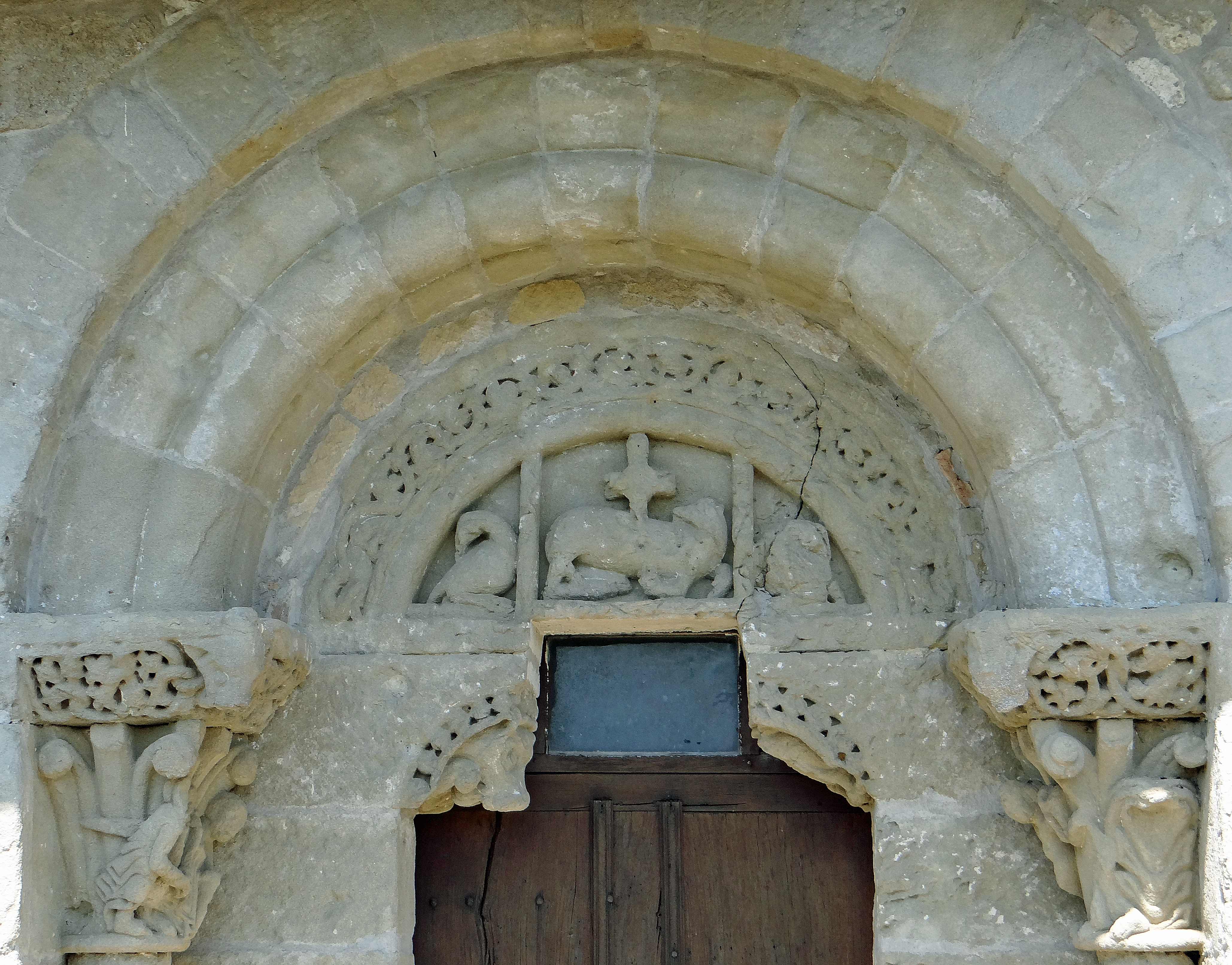
Le portail roman

Le portail sud est semblable à une porte intérieure du monastère de Leyre, en Navarre.
Deux colonnes placées de part et d'autre du portail sont surmontées de chapiteaux. Le chapiteau de droite représente la tentation d'Adam et Ève, tandis que celui de gauche est une illustration de la charité de saint Martin, celui-ci partageant son manteau avec un pauvre. Le piédroit de la porte est décoré d'ornementations végétales et animales, comme un aigle aux ailes déployées.
Le tympan est divisé en trois compartiments. Au centre est représenté l'Agneau pascal couché et surmonté de la croix. Sur les panneaux latéraux sont représentés deux oiseaux, avec des têtes tournées vers l'extérieur, pouvant évoquer l'âme, victoire de l'esprit sur le corps. Un bandeau de rinceaux entoure l'ensemble.